# Kanada na Zimních olympijských hrách 1976
Kanada se účastnila Zimní olympiády 1976. Zastupovalo ji 59 sportovců (38 mužů a 21 žen) v 8 sportech.

## Medailisté
| Medaile | Jméno              | Sport           | Soutěž           |
| ------- | ------------------ | --------------- | ---------------- |
| Zlato   | Kathy Kreinerová   | Alpské lyžování | Ženy obří slalom |
| Stříbro | Cathy Priestnerová | Rychlobruslení  | Ženy 500 m       |
| Bronz   | Toller Cranston    | Krasobruslení   | Muži jednotlivci |